# Incendios forestales en Hawái de 2023
A principios de agosto de 2023, se produjo una serie de incendios forestales en Hawái, que afectaron a las islas de Maui y, en menor medida, la isla Grande de Hawái. Los incendios impulsados por el viento provocaron evacuaciones, causaron daños generalizados y mataron al menos a 97 personas (más 31 personas desaparecidas) en la ciudad de Lahaina en Maui, donde los incendios causaron una destrucción generalizada. La proliferación de los incendios forestales fue atribuida a las condiciones secas y racheadas creadas por una fuerte zona de alta presión al norte de Hawái y el huracán Dora al sur. El fuerte viento habría generado caída de árboles en el tendido eléctrico y la rápida propagación del fuego producido por las chispas.
El 8 de agosto se firmó una declaración de emergencia que autoriza varias acciones, incluida la activación de la Guardia Nacional de Hawái, las acciones apropiadas por parte del director de la Agencia de Manejo de Emergencias de Hawái y el Administrador de Manejo de Emergencias, y el gasto de fondos de ingresos generales estatales para el alivio de condiciones creadas por los incendios. El 9 de agosto, el gobierno estatal de Hawái emitió un estado de emergencia para todo el estado. El 10 de agosto, el presidente de los Estados Unidos Joe Biden emitió una declaración federal de desastre mayor.
Sólo para el incendio de Lahaina, el Centro de Desastres del Pacífico y la Agencia Federal de Gestión de Emergencias (FEMA) estimaron que más de 2200 edificios habían sido destruidos, la gran mayoría residenciales, e incluyendo muchos sitios históricos en Lahaina. El daño causado se estimó en unos 6 mil millones de dólares.

## Antecedentes

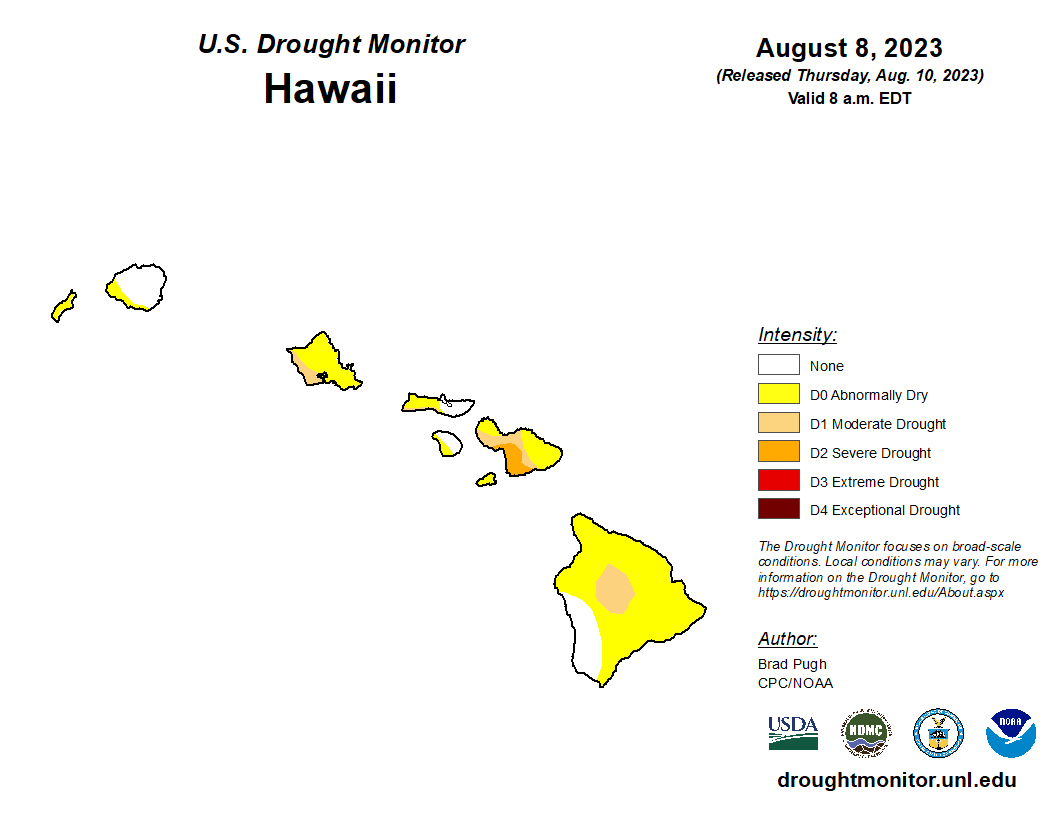
Monitor de Sequía de Estados Unidos, mostrando las condiciones de sequía en Hawái al 8 de agosto de 2023

El área típica quemada por incendios forestales en Hawái ha aumentado en las últimas décadas, casi cuadruplicándose. Los expertos atribuyen el aumento a la propagación de vegetación no autóctona y al clima más cálido y seco. En el momento de los incendios, el 20% del condado de Maui estaba experimentando sequía moderada (nivel 1 de 4), y el 16% ciento del condado estaba bajo condiciones de sequía severa (nivel 2 de 4). Según la Evaluación Nacional del Clima de Estados Unidos, se ha registrado una disminución de las precipitaciones en consonancia con los impactos previstos del cambio climático antropogénico en las islas hawaianas.
En su perspectiva estacional mensual, el Centro Nacional Interagencial de Bomberos (NIFC, por sus siglas en inglés) pronosticó un potencial «por encima de lo normal» de importantes incendios forestales en Hawái en agosto, concentrados en los lados sotavento de las islas. Además de notar el abundante crecimiento de la vegetación de la temporada de lluvias anterior y la expansión de la sequía, el NIFC mencionó que «los ciclones tropicales también pueden traer condiciones de viento y sequía dependiendo de cómo se acerquen a la cadena de islas y pueden exacerbar el potencial de crecimiento de incendios». : 1, 2, 7 
A principios de agosto de 2023, un sistema de alta presión permaneció al norte de las islas hawaianas, lo que provocó condiciones cálidas y soleadas allí. El paso simultáneo del huracán Dora de categoría 4, varios cientos de km al sur, creó una gran diferencia de presión entre el área de alta presión y el ciclón de baja presión, lo que provocó el desarrollo de fuertes vientos de gradiente sobre las islas. Un fenómeno similar ocurrió con incendios de 2017 en Portugal durante el paso del huracán Ophelia.
Un factor que contribuye a los incendios es la presencia de una hierba invasora llamada hierba de Guinea, que puede crecer hasta 15 cm (0,5 pies) diarios y alcanzar alturas de 3 m (10 pies). Cuando los pastos se secan, crean una gran masa de vegetación seca como yesca. Estos agregan una enorme cantidad de combustible que aumenta la intensidad de los incendios forestales.
La oficina del Servicio Meteorológico Nacional en Honolulu emitió una advertencia de bandera roja el 7 de agosto para las partes de sotavento de todas las islas, destacando que «combustibles muy secos combinados con vientos fuertes y racheados del este y baja humedad producirán condiciones climáticas críticas para incendios hasta el martes noche». Vientos del este de 48-72 km/h con rachas superiores a 96,6 km/h fueron pronosticados. En el condado de Maui, las autoridades informaron ráfagas de hasta 128 km/h en el área interior de Maui.

## Incendios

Principales focos de incendio

### Maui

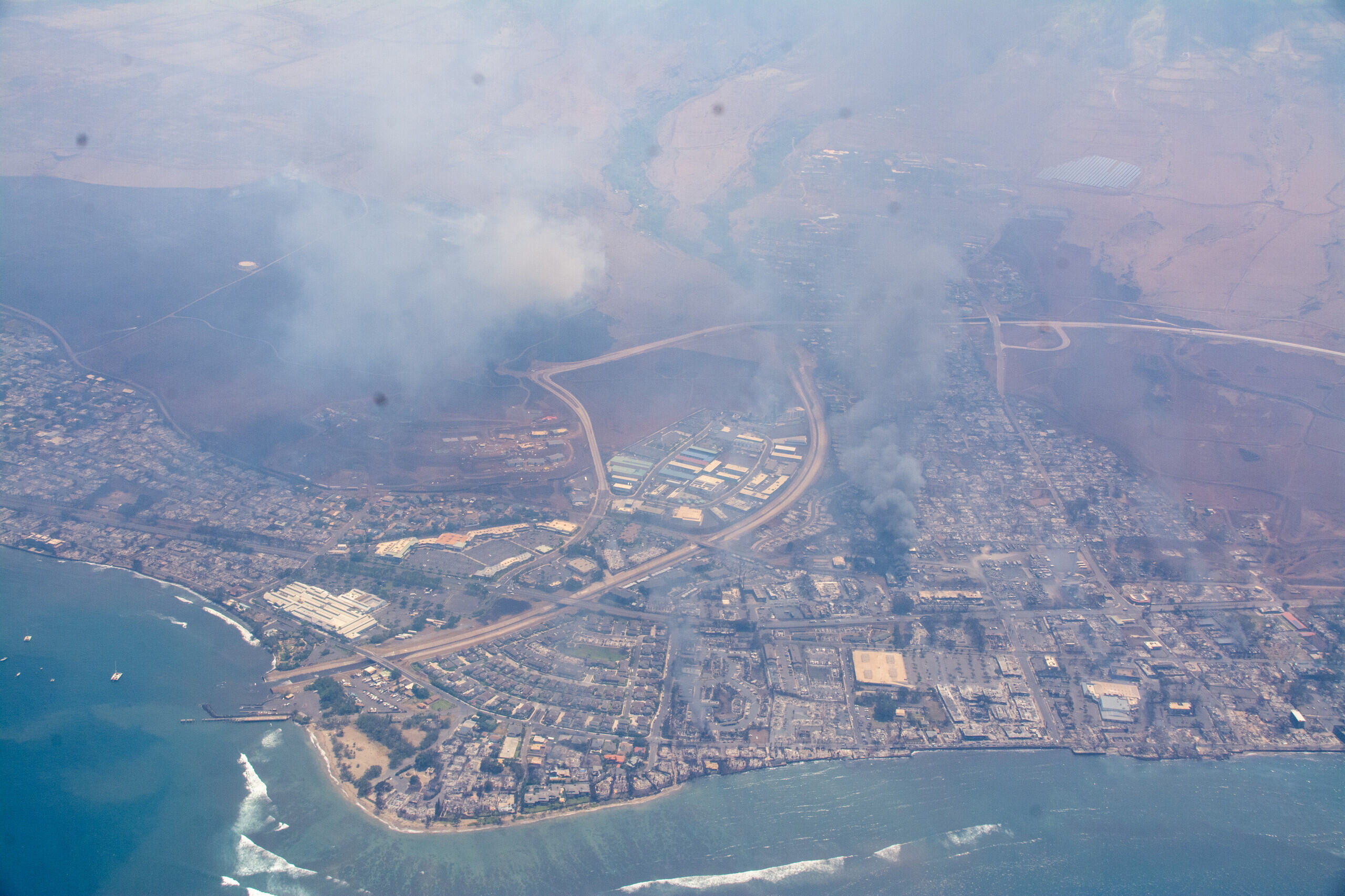
Lahaina desde el aire el 8 de agosto

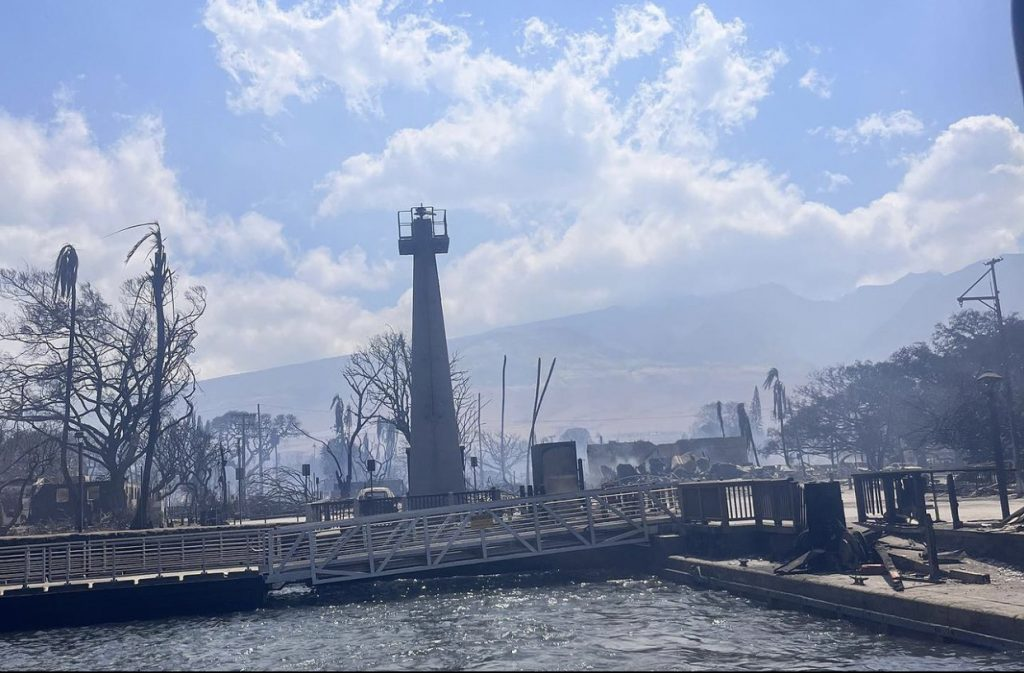
El faro de Lahaina rodeado por las ruinas del incendio forestal de agosto de 2023

Un primer incendio se reportó el 8 de agosto a las 0:22 hora local, cerca de Olinda Road en la comunidad de Kula, en el área de Upcountry Maui. Hasta el 9 de agosto, el fuego había quemado unas 405 hectáreas y obligó a evacuar a los vecinos de la zona.
El incendio más significativo del evento comenzó por causas desconocidas en las primeras horas de la mañana del 8 de agosto junto a la ciudad de Lahaina en el oeste de Maui. Un incendio forestal de 3 acres (1,2 ha) cerca de Lahainaluna Road fue informado inicialmente vez a las 6:37 del 8 de agosto, con evacuaciones minutos después en el área de la Escuela Intermedia Lahaina en el lado noreste de la ciudad. El condado de Maui informó que el fuego estaba completamente contenido a las 9:00. Sin embargo, un anuncio en Facebook alrededor de las 15:30 indicaba que el fuego había estallado nuevamente, forzando el cierre del baipás de Lahaina en la Ruta 30 y llamando a evacuar. El incendio forestal aumentó rápidamente en intensidad. Las ráfagas de viento dirigieron las llamas hacia los suburbios de la región noreste de la comunidad, antes de moverse hacia el suroeste y descender hacia la costa del Pacífico y el vecindario de Kahoma.  Alrededor de las 16:46, el fuego habría cruzado la Ruta 30 y entró en la parte principal de Lahaina.  A las 17:45, el fuego había llegado a la costa, cuando la Guardia Costera de los Estados Unidos se enteró por primera vez de personas saltando al océano en Lahaina para escapar del fuego. Del 8 al 10 de agosto, el incendio causó una destrucción generalizada en la ciudad de Lahaina en el oeste de Maui. Al 11 de agosto, se desconocía la causa exacta. Más de 1700 estructuras se vieron afectadas, incluidos varios monumentos históricos.
Un tercer gran incendio en Kihei también provocó la evacuación de los residentes cercanos. Un incendio el 11 de agosto llevó a la evacuación de Kaanapali.

### Isla de Hawái
En el condado de Hawái, los vecindarios de los distritos de Kohala Norte y Sur de la isla de Hawái fueron evacuados debido a la rápida propagación de los incendios. El 9 de agosto, estallaron varios otros incendios forestales cerca de las comunidades de Nā'ālehu y Pāhala, los cuales fueron rápidamente controlados.
El alcalde del condado de Hawái, Mitch Roth, dijo que no había informes de heridos o casas destruidas en la Isla Grande.

### Oahu
Múltiples incendios de matorrales ardieron en Oahu en la primera semana de agosto, los que fueron contenidos por bomberos el 4 de agosto. Los lados sur y oeste de la isla permanecen anormalmente secos o en sequía.

## Impactos

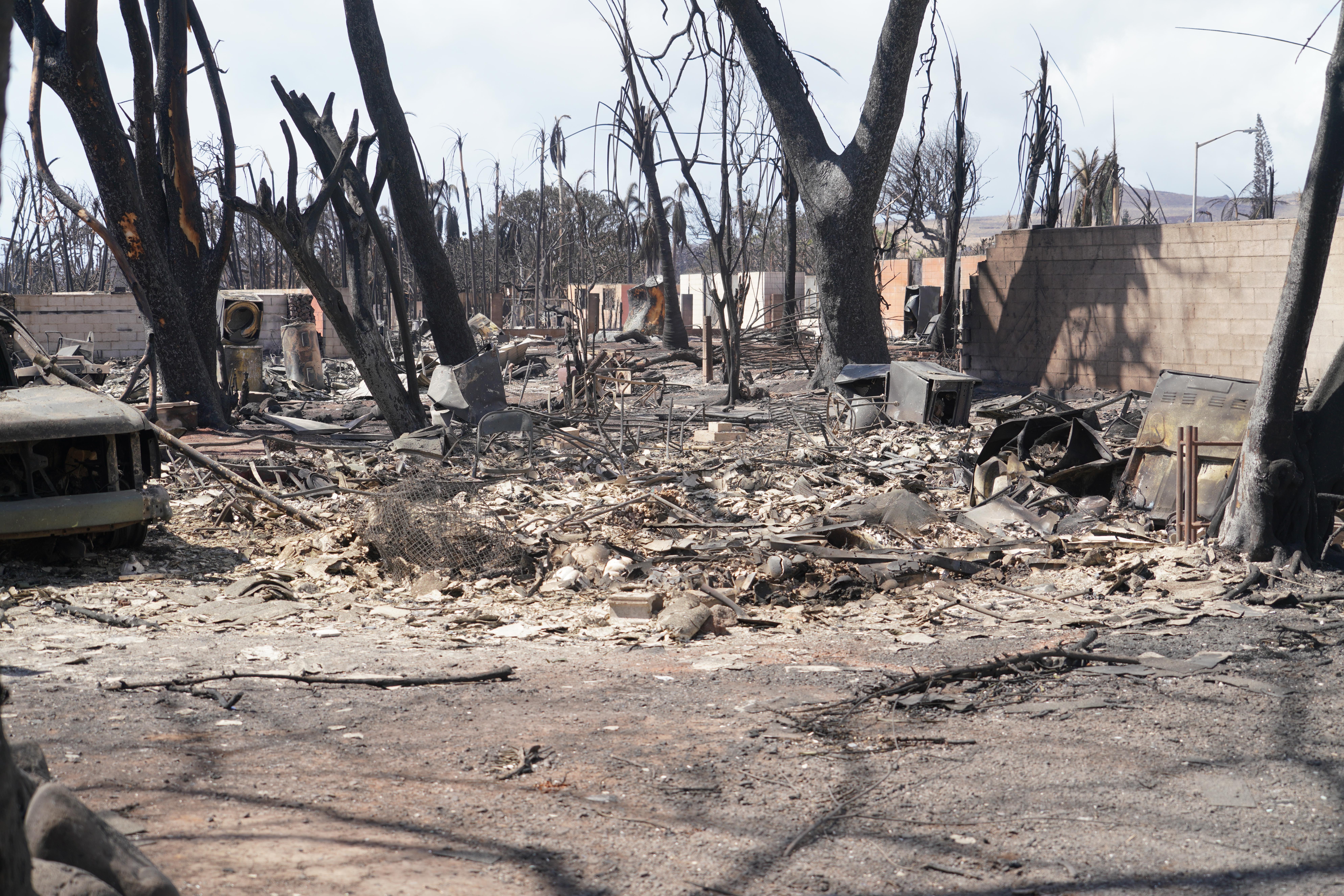
Restos de edificios quemados en Lahaina

El gobernador del estado de Hawái, Josh Green, se refirió al incendio forestal como el «peor desastre natural» en la historia de Hawái. (Antes de convertirse en estado, el tsunami del terremoto de las Islas Aleutianas de 1946 mató entre 165 y 173 personas en Hilo, que es ampliamente considerado como el peor desastre natural en las islas. Además, el tsunami del terremoto de Valdivia de 1960 mató a 61 personas en Hilo). Es el quinto incendio forestal más mortífero en la historia de los Estados Unidos, y el incendio forestal más letal en el país desde el incendio de Cloquet de 1918, que mató a 453 personas.

### Víctimas
Al 12 de agosto, se habían confirmado 80 muertes en el área de Lahaina en Maui. Antes, el alcalde del condado de Maui County había informado que las autoridades estaban aún en modo de búsqueda y rescate y que la cifra podía cambiar. El saldo fatal en Maui occidental lo convierte en el incendio forestal con mayor cantidad de víctimas registrado en la historia del Estado.
Al 9 de agosto, una veintena de personas habían sido hospitalizadas en un hospital en Maui a causa de los incendios. Seis individuos, tres de ellos con heridas críticas, habían sido transportados por aeroambulancia a hospitales en la isla de Oahu.
El 15 de agosto, la Secretaría de Relaciones Exteriores (México) informó que 2 mexicanos han muerto producto de los incendios.

### Daño

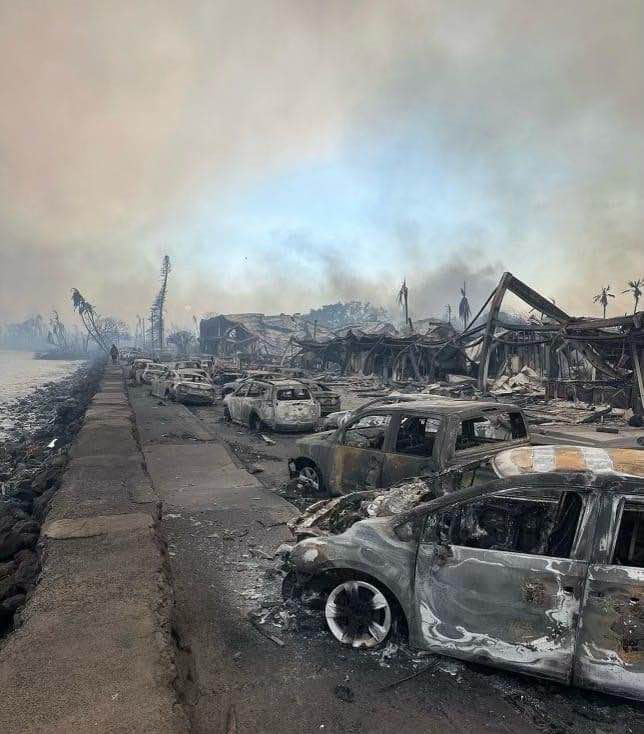
Vehículos calcinados en Front Street, en la ciudad de Lahaina

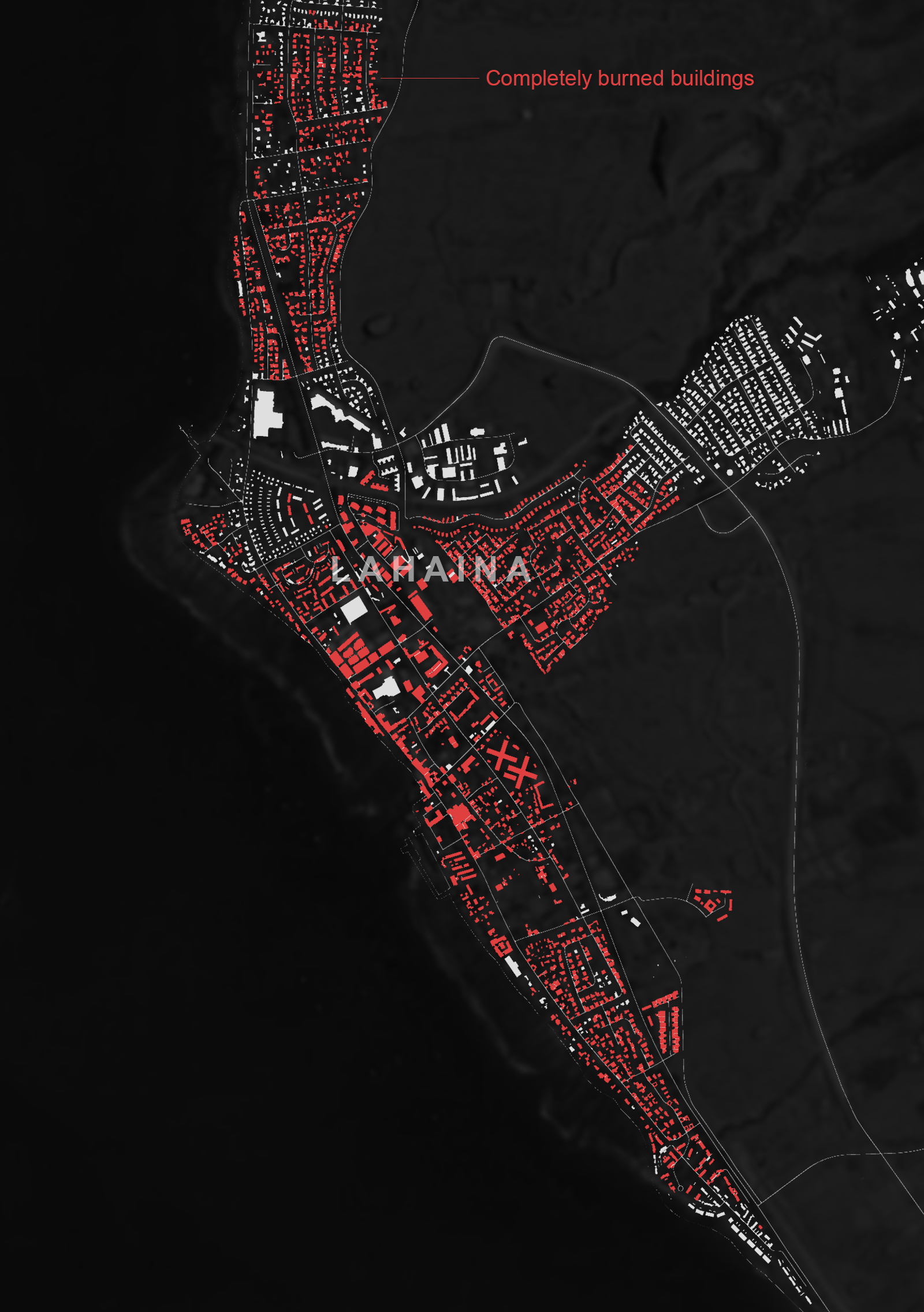
Áreas que resultaron quemadas en la ciudad de Lahaina

El principal incendio forestal de Maui quemó gran parte de la comunidad de Lahaina, donde más de 1700 estructuras resultaron dañadas o destruidas, incluida gran parte del distrito histórico del centro de Lahainā centrado en Front Street. El distrito histórico de Lahaina, que fue designado Monumento Histórico Nacional en 1962 y fue la capital del Reino de Hawái durante 35 años, sufrió grandes daños por incendios. Entre las estructuras destruidas estaban la Iglesia Waiola y el Pioneer Inn. El famoso árbol baniano de Lahaina, el baniano más grande de los Estados Unidos, quedó gravemente carbonizado, aunque se mantuvo en pie tras el incendio.
Tamara Paltin, que representa a Lāhainā en el consejo del condado de Maui, informó sobre varios monumentos históricos destruidos o gravemente dañados en el distrito histórico de Lāhainā en una breve entrevista con el Honolulu Star-Advertiser, que incluye:
- La Iglesia Waiola, que celebró su bicentenario en mayo de 2023, perdió su santuario principal, anexo y salón social.[48][51] El cementerio de la iglesia de Waiola es el cementerio de los miembros de la familia real hawaiana, incluida la reina Keopuolani, quien fundó la iglesia en 1823.[51]
- La Iglesia Católica María Lanakila en Lahaina, que se había dedicado en 1858. Contrariamente a los primeros informes, el edificio principal de la iglesia y el campanario no fueron destruidos y sobrevivieron al fuego en gran parte intactos, aunque el techo y el interior pueden haber sufrido algunos daños.[48][51]
- La Misión Lāhainā Jodo, un templo budista en el norte de Lahaina. Establecido en 1912 y se mantuvo en su ubicación actual desde 1932.[48]
- El Pioneer Inn, un emblemático hotel construido por George Alan Freeland en 1901.[48]
- El Centro Cultural Na Aikana, un centro cultural local que una vez albergó un comedor de beneficencia para los trabajadores de plantaciones en huelga durante una huelga del Sindicato Internacional de Estibadores y Almacenes contra Pioneer Mill.[48]
- El antiguo palacio de justicia de Lāhainā, que funcionó por primera vez en 1860 como una aduana para el comercio y los barcos balleneros. El techo del edificio quedó completamente destruido.[52] El antiguo palacio de justicia de Lahaina se encuentra en el severamente dañado parque Lahaina Banyan Court.
  - El Museo del Patrimonio de Lahaina y su colección, que se encontraban dentro del edificio del Antiguo Palacio de Justicia, también fueron destruidos. La colección incluía elementos que abarcaban la historia de Lahaina, incluidos artefactos del período antiguo hawaiano de la zona, el Reino de Hawái, el período de las plantaciones y la era de la caza de ballenas en la ciudad. Las copias de los documentos del museo se habían digitalizado y almacenado en línea antes del incendio.[52]
- El Museo de la Casa Baldwin, que fue construido en 1834 y 1835 como el hogar de los misioneros estadounidenses Dwight Baldwin y Charlotte Fowler Baldwin, se quemó hasta los cimientos.[52] La Casa Baldwin era la casa más antigua de la isla de Maui.[48][52] Los artículos históricos perdidos en el incendio de la casa incluyeron los instrumentos médicos de Baldwin que usó para vacunar a gran parte de la población de Maui contra la viruela en el siglo XIX, colecciones de conchas marinas y muebles y mecedoras de la costa este de la familia.[48][52]
- El Wo Hing Society Hall, construido a principios de la década de 1910 para servir a la creciente población china en Lahaina. Fue restaurado y convertido en el Museo Wo Hing en la década de 1980.[53]

El incendio también destruyó varias torres de telefonía celular en las áreas afectadas, lo que provocó cortes en el servicio y la indisponibilidad de los servicios telefónicos de emergencia.
El incendio forestal que ardió cerca de la comunidad de Kula destruyó al menos dos viviendas.

### Evacuaciones
La Guardia Costera de Estados Unidos confirmó que alrededor de una decena de personas se habían arrojado al mar para escapar del fuego; el 8 de agosto rescató a 14 personas que lo habían hecho. Hasta el 9 de agosto, más de 2100 personas en Maui permanecían en refugios. El alcalde de San Francisco, London Breed, quien se encontraba de vacaciones. fue uno de los evacuados de Maui.
Se estima que 11 000 personas volaron desde Maui a través del aeropuerto de Kahului el 9 de agosto de 2023. Los funcionarios del estado de Hawái crearon planes para albergar potencialmente a miles de residentes desplazados de Maui en el Centro de Convenciones de Hawái en Oahu.

## Respuesta

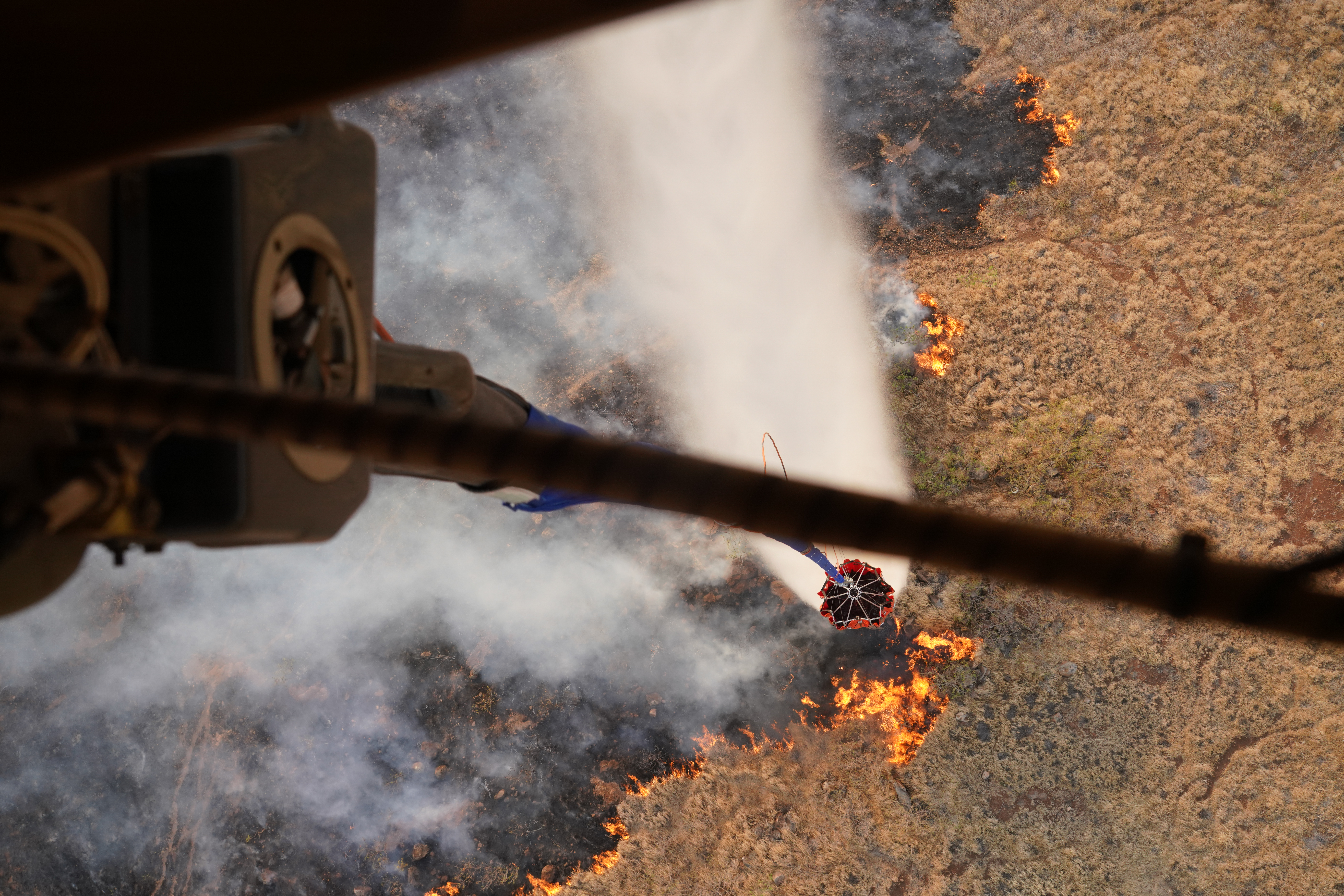
Un helicóptero Boeing CH-47 Chinook de la Guardia Nacional del Ejército de Hawái realiza una descarga aérea de agua en Maui el 9 de agosto

La vicegobernadora de Hawái, Sylvia Luke, que se desempeñaba como gobernadora interina en ausencia del gobernador Josh Green mientras se encontraba fuera de Hawái, emitió una proclamación de emergencia y activó la Guardia Nacional de Hawái. La Guardia Nacional de Hawái, junto con la 25a. División de Infantería de Schofield Barracks en Oahu, se desplegaron en Maui y la isla de Hawái para ayudar con el apoyo de extinción de incendios, las operaciones de búsqueda y rescate y el control del tráfico. También se desplegaron dos helicópteros UH-60 Blackhawk y uno CH-47 Chinook para apoyar los esfuerzos de extinción de incendios.
El presidente Joe Biden, ordenó la movilización de «todos los activos federales disponibles» para ayudar a responder a los incendios forestales. En un comunicado, Biden señaló que la Tercera Flota de la Armada de los Estados Unidos y la Guardia Costera de los Estados Unidos estaban apoyando los «esfuerzos de respuesta y rescate». El Cuerpo de Marines de los Estados Unidos proporcionó helicópteros Black Hawk para ayudar a combatir los incendios en el condado de Hawái, y el Departamento de Transporte de los Estados Unidos estaba trabajando con las aerolíneas comerciales para ayudar a evacuar a los turistas de Maui. Para ayudar con la operación de búsqueda y rescate de la Guardia Costera en curso, la Armada de los Estados Unidos envió el Escuadrón de Ataque Marítimo de Helicópteros Tres Siete (HSM-37) y dos helicópteros MH-60R Seahawk, con el Comando del Indo-Pacífico de los Estados Unidos listo para proporcionar información adicional. asistencia según sea necesario.
El presidente Biden aprobó la solicitud del estado de Hawái para una declaración de desastre mayor el 10 de agosto, poniendo a disposición fondos federales para los esfuerzos de recuperación en las áreas afectadas.
El 9 de agosto, la Autoridad Turística de Hawái requirió a todos los visitantes en viajes no esenciales en Maui abandonar la isla e hizo un llamado a evitar la realización de viajes no esenciales a la isla. Hawaiian Airlines ofreció a quienes volaban hacia o en la isla de Maui la opción de reprogramar, recibir créditos de viaje o cancelar su viaje sin costo alguno mientras contribuía en las evacuaciones.
Para el 25 de agosto, los grupos de trabajo de Búsqueda y Rescate Urbano de FEMA habían buscado en el 99% del área del desastre, concluyeron su trabajo y regresaron a sus hogares en el continente.

## Teorías de la conspiración
Después de los incendios, se publicaron varias afirmaciones sobre ellos en las redes sociales. Algunos contenían afirmaciones que a menudo demostraban ostensiblemente que estaba involucrada un arma de energía dirigida o un «rayo láser». Otras publicaciones afirmaron que los incendios forestales no ocurren naturalmente o que la vegetación no queda en pie en un incendio natural.